# Mary Ann Glendon
Mary Ann Glendon (Dalton, Massachusetts, 7. listopada 1938.) profesorica je ustavnog i međunarodnog prava na sveučilištu Harvard, te predsjednice Komisije za neotuđiva prava Državnog tajništva Sjedinjenih Američkih Država.
Rođena je u Massachusettsu, Berkshire County, te je odrasla u tamošnjem gradu Daltonu. Nakon što je na Sveučilištu u Chicagu završila pravne studije, od 1968. godine predaje na pravnim fakultetima, najprije na Boston College School of Law (1968. – 1974.), a potom na Sveučilištu Harvard (1974. – danas) u rodnom Massachusettsu.
Godine 1995. predvodila je misiju Svete Stolice na Pekinškoj konferenciji Ujedinjenih naroda o ženama. 
Od 2001. do 2004. godine bila je savjetnica američkog predsjednika Georgea W. Busha za bioetiku.
Godine 2004. Papa Ivan Pavao II. imenovao ju je predsjednicom Papinske Akademije Socijalnih znanosti.
Godine 2008. postala je američkom ambasadoricom pri Svetoj Stolici. Makar kratak, njen mandat bio je zapamćen kao vrlo ispunjen aktivnostima – zacijelo stoga što je odranije blisko surađivala s Vatikanom. Nakon što je krajem iste godine na predsjedničkim izborima u SAD pobijedio Barack Obama, Mary Ann Glendon predala je svoju ostavku na veleposlaničku dužnost, koja je na snagu stupila 19. siječnja 2009. godine., tj. dan prije nego što će B. Obama preuzeti predsjedničku dužnost.
U srpnju 2019. godine američki je državni tajnik Mike Pompeo najavio osnivanje Komisije za neotuđiva prava, američke globalne inicijative za zaštitu ljudskih prava, kojoj će prva predsjednica biti Mary Ann Glendon.
U vremenu pred američke predsjedničke izbore 2020. godine, rad Komisije za neotuđiva prava pod njenim predsjedanjem je kritiziran kao pokušaj administracije predsjednika Donalda Trumpa da kompromitira međunarodni sustav zaštite ljudskih prava, u prvom redu u onom dijelu u kojemu taj sustav štiti prava žena i LGBT osoba. Mary Ann Glendon na napade koji su krenuli s premisom da su sva ljudska prava posve jednako važna – odgovara da doista postoji stanoviti broj ljudskih prava temeljnog značaja, koja su kao prava temeljnog značaja promovirana u međunarodnim dokumentima odmah nakon II. svjetskog rata, te je među tim temeljnim pravima i pravo na slobodu vjeroispovijesti. Dodaje M. A. Glendon, da sloboda vjeroispovijesti svakako nije važnija od drugih ljudskih prava koja se nalaze u toj grupi temeljnih ljudskih prava, ali jest važnija od prava za koje se danas zalažu grupe iz zapadnog svijeta, na način kojim se ”dovodi u pitanje veličanstveni projekt ljudskih prava nakon II. svjetskog rata, i koji izaziva duboko nezadovoljstvo u zemljama u razvoju”.
Udana je za odvjetnika Edwarda R. Leva, s kojim ima tri kćeri.

## Vanjske poveznice
- Report of the Commission on Unalienable Rights, U.S. Department of State, Office of Policy Planning, srpanj 2020.
- Službene stranice američke Komisije za neotuđiva prava
- MARY ANN GLENDON Learned Hand Professor of Law, Emeritus, podatci o profesoru kod Harward Law School, te njena bibliografija s 85 naslova